# 이행검 (1225년)
이행검(李行儉, 1225년 ~ 1310년)은 고려의 문신이다. 본관은 익산이다. 1248년 문과에 급제하였다.

## 생애
문과에 급제하여 진주사록이 되고 상서도사로 직사관을 겸하였으며 뒤에 지홍주사(知洪州使)가 되었다. 원종(元宗) 때 삼별초의 난이 일어나자 포로가 되어 반란군의 선법(選法)을 맡았다가 김방경(金方慶)에게 붙잡혔으나 김방경의 아버지 이인의 제자였다 하여 죽음을 면하였다. 그 후 청주목사가 되어 수기치인과 청렴결백함으로 칭송을 받았다.

## 참고 문헌
- 신증동국여지승람(新增東國輿地勝覽)
- 청주시지(淸州市誌)(충북대학교 인문과학연구소 청주시 1997)

## 친척 관계
그의 사위는 원나라 혜종의 2번째 황후가 된 기황후의 친정아버지인 기자오이다.